# Josep Galtés i Cardús

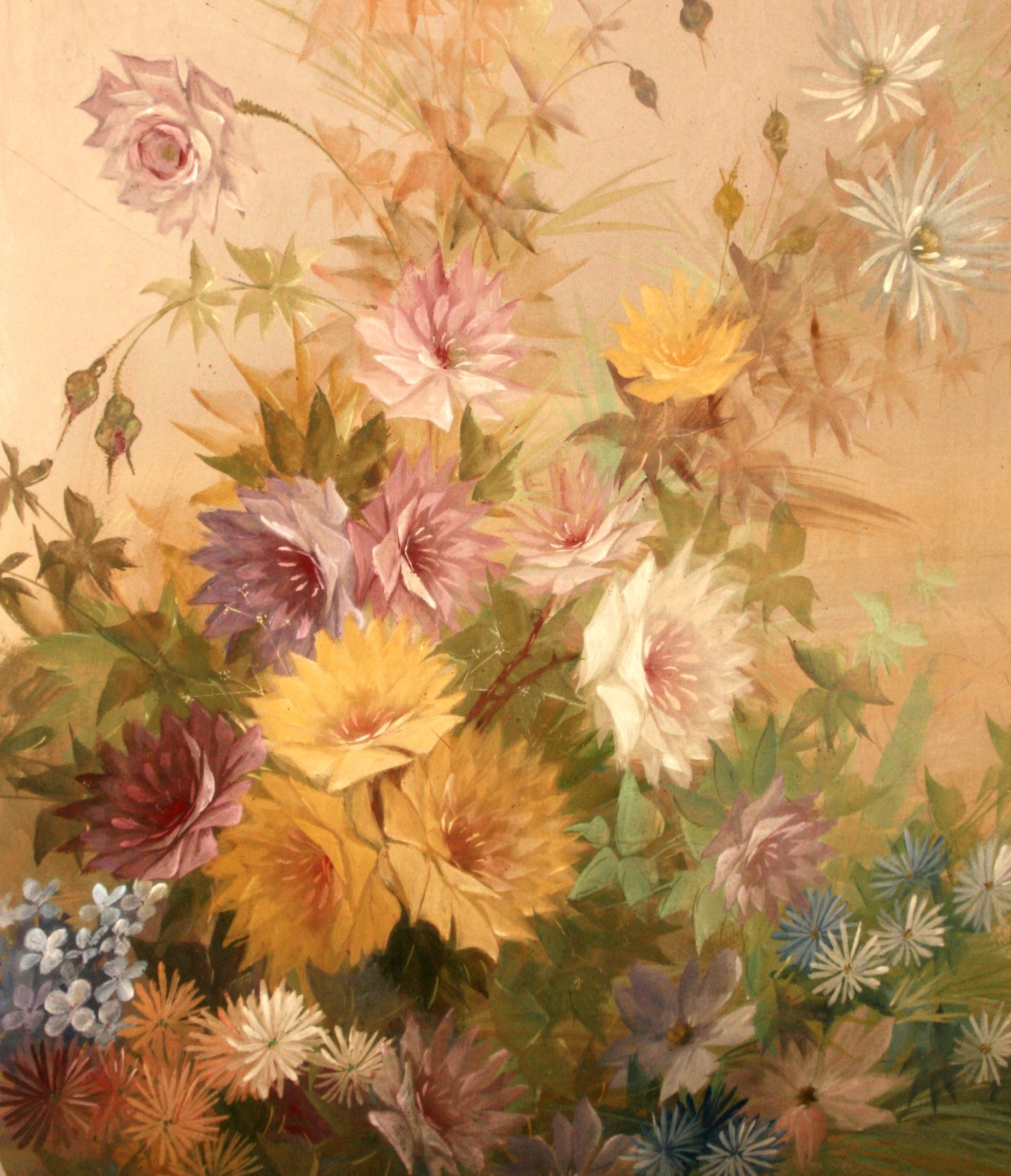
Josep Galtés i Cardús. Flors

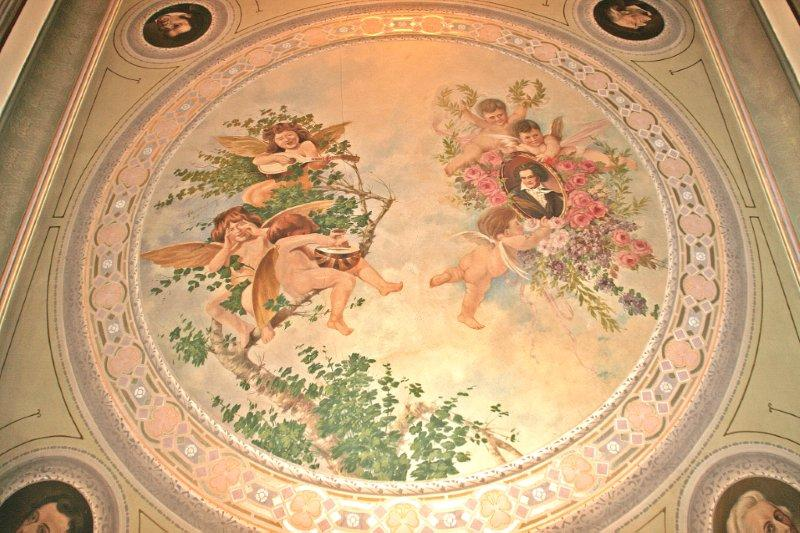
Josep Galtés i Cardús. Sostre

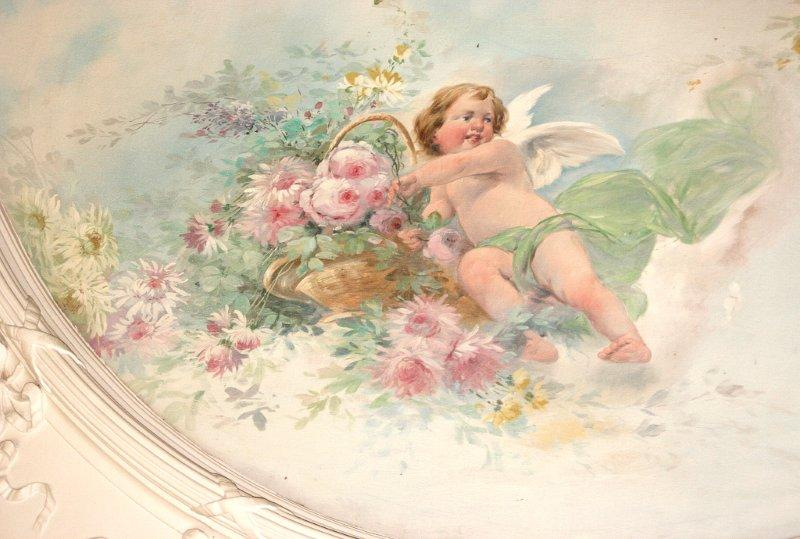
Josep Galtés i Cardús. Angelet

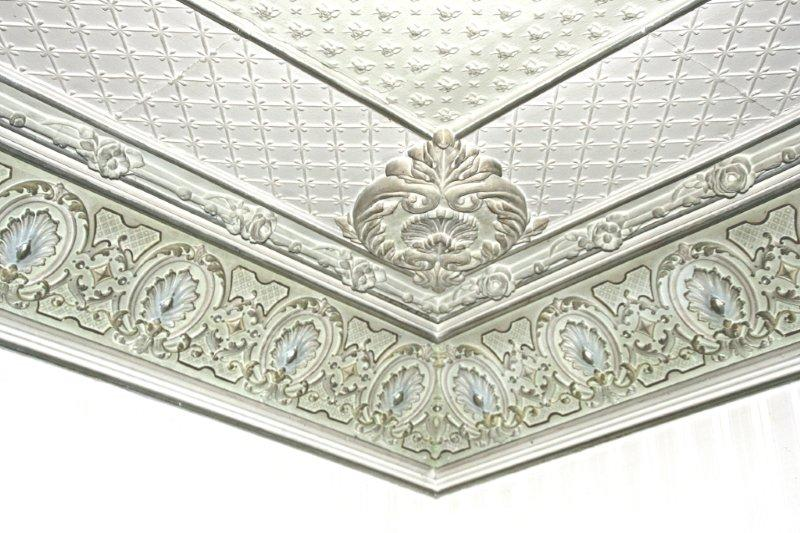
Josep Galtés i Cardús. Angle de sostre

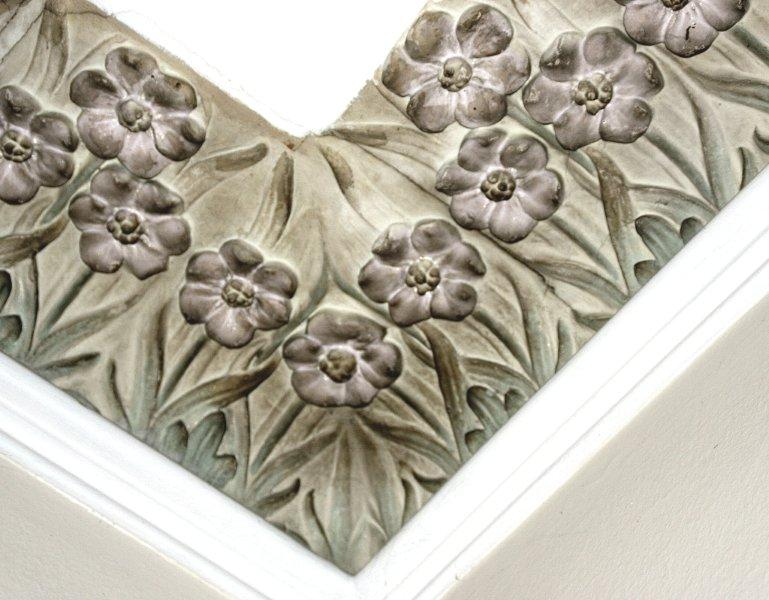
Josep Galtés i Cardús. Angle de sostre

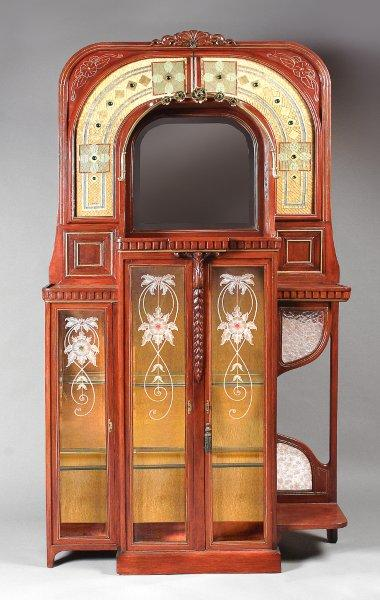
Josep Galtés i Cardús. Moble

Josep Galtés i Cardús (Igualada, 2 de desembre de 1877 – 15 d'agost de 1932) va ser un tècnic i pintor modernista que es va dedicar principalment a la decoració d'interiors.

## Dades biogràfiques
Josep Galtés i Cardús era de formació autodidacta i des de ben jove va mostrar interès per la literatura, el teatre, la música i el cant coral. Això va fer que adquirís un bon nivell cultural, que va arrodonir viatjant per Europa.
Es va casar a finals de l'any 1915 amb Maria Puig Miquel i el matrimoni va tenir cinc fills. La família va viure sempre a la rambla Nova, número 27, i quan el 19 de novembre de 1904 es va inaugurar, en el mateix immoble, l'oficina de la Companyia Telefònica, Maria Puig es va convertir en la primera telefonista d'Igualada.
Galtés es guanyava la vida amb el seu establiment de pintures i donant classes de dibuix i pintura a l'Ateneu Igualadí de la Classe Obrera i en un altre local de la seva propietat. Va tenir com a alumne, entre d'altres, el pintor Francesc Camps Dalmases.
L'any 1936, gràcies a les gestions fetes per la coral la Llàntia, i coincidint amb els actes de commemoració del 60è aniversari d'aquesta entitat, l'Ajuntament d'Igualada va concedir el nom de Josep Galtés a un carrer de la ciutat.
Per a la Festa Major d'Igualada de l'any 2012, la Biblioteca Central d'Igualada i l'Arxiu Comarcal de l'Anoia van organitzar una exposició sobre aquest artista.

## L'artista
Com a dibuixant, va il·lustrar la capçalera de la publicació local El Independiente (1910-1916), un periòdic conservador que donava suport a la política de Joan Godó Llucià.
Quan a principis del 1900 el modernisme va arribar a Igualada, Josep Galtés va ser influït per la seva estètica i la majoria de la seva obra es pot incloure dins d'aquest corrent artístic, encara que en una línia moderada. Va ser requerit per la gent benestant de la ciutat, que desitjava que les seves estances fossin decorades seguint aquest estil.
És en la decoració d'interiors on Josep Galtés va deixar la major part de la seva obra. L'artista omplia sostres i parets amb orenetes, fullatges i flors que sorgien del no-res, qualitat de l'estil japonitzant que imperava dins del modernisme, ja que hi havia passió per tot el que era oriental. També s'encarregava del disseny de portes, rajoles, reixes, llums i mobles, i els donava a fer als artesans pertinents.
Segons Anna Calzada, Josep Galtés i Cardús es concentra en elements naturals, fullatges, flors, que li permeten desplegar un registre de colors gormands, absolutament modernista, que proporciona una certa calidesa a les estances. Galtés i Cardús s'entreté també amb la representació d'animals, pinta orenetes en un sostre que no és un sostre, sinó que pretén que sigui el cel per als qui l'estan mirant. Obre l'estança. Orenetes com les d'Hector Giacomelli, il·lustrador francès especialitzat en la temàtica d'ocells, els dibuixos del qual eren cèlebres per tot Europa. Ocells, tota classe de flors —amb predilecció pels crisantems, que són una japonnaiserie—, garlandes, putti... aquests eren els requeriments de les cases principals de la ciutat.

## Les obres
Algunes mostres de la seva obra pictòrica i decorativa són: 
- Casa Casadesús-Botet, a la rambla de Sant Ferran, 60 d'Igualada (1905). Arquitecte: Pau Riera Galtés
- Casa Josep Albareda, a la rambla del General Vives, 39, d'Igualada (1908). Arquitecte: Josep Masdeu Puigdemasa

- Casa d'Antoni Capell i Balañà, al carrer Nou, 15, d'Igualada (1917). Arquitecte: Ignasi M. Colomer Oms
- Casa Joan Boyer Vilaseca (Cal Ble), a la rambla de Sant Isidre, 31, d'Igualada (1920). Arquitecte: Josep Pujol Brull
- Casa Ramon Enrich i Tudó, a la rambla de Sant Ferran, 33, d'Igualada (1927). Arquitecte: Josep Pausas Coll
- Pastisseria Targarona, al carrer del Roser, 17, d'Igualada (1929)
- Església de Santa Magdalena, a la masia de Codolrodon, d'Aguilar de Segarra
- Caves Bohigas, a la masia de Can Macià, d'Òdena
- Casa Ignasi Font, al carrer del Clos, 39-41, d'Igualada
- Casa de Ramon i Marc Muntaner, a la Rambla Nova, d'Igualada
- Capella de la Guia, a la plaça de la Creu, d'Igualada (enderrocada)

L'obra de més grans dimensions que va realitzar va ser la de la casa dels germans Ramon i Marc Muntaner, blanquers benestants de la ciutat, catalanistes i afeccionats a l'art. Durant dos anys, hi va pintar parets i sostres amb passatges de la mort i enterrament del rei Jaume I, l'assassinat del Comte de Santa Coloma i Jesús a la muntanya de les Oliveres. També en va dissenyar el mobiliari, els llums i va decorar els vidres de les finestres. En morir els dos germans Muntaner, la finca va ser venuda i les pintures (realitzades sobre arpillera) van ser comprades per un antiquari de Tarragona.
D'altra banda, Galtés també feia restauracions de pintures i retaules d'esglésies, i alguns mobles els dissenyava i els treballava ell mateix. N'hi ha un exemple al Museu del Modernisme Català (MCAT), a Barcelona, l'autoria del qual ha estat confirmada per la família Pinós-Guirao, propietària del museu.

## Altres activitats tècniques i artístiques
A més d'una botiga de pintures, Galtés tenia un taller –Cal Dianta– destinat al pintat dels cotxes i va introduir el pintat a pistola (Duco) que n'assegurava una llarga duració. Com que també era entès en química, ell mateix es produïa les pintures, que eren de molt bona qualitat. Això explica que els principals casinos d'Europa li encarreguessin el pintat dels tapets de les taules de joc. Va ser l'inventor d'un betum per al calçat –marca Gal– i també va inventar coles i ungüents.
Galtés havia participat com a empresari, junt amb altres socis en la distribució de pel·lícules, ja que tenia la llicència de la casa Melka de Berlín i posteriorment de la UFA (Universum Film AG), els principals estudis de cinema alemany de la seva època. Va col·laborar així en l'organització de projeccions a diverses sales de cinema d'Igualada (Ateneu Igualadí, Cercle Mercantil i cinema Mundial), Manresa i Barcelona (Kursaal, Catalunya i Núria).
Josep Galtés va ser un gran afeccionat a la música. Tocava el violí i la guitarra i va compondre diverses sardanes, avui perdudes. El dia 6 de desembre de 1923 va ser nomenat president honorari de la coral La Llàntia perquè, tot i que no n'havia estat mai cantaire, n'era un gran col·laborador. En el camp del teatre, havia estat actor amateur i director escènic del grup de teatre de l'Ateneu Igualadí de la Classe Obrera.